# R Doradus
R Doradus (též HD 29712, R Dor ) je proměnná hvězda v souhvězdí Mečouna. Je to červený obr ve vzdálenosti asi 180 světelných let od Země. Její zdánlivý průměr (tj. velikost, jakou má hvězda při pohledu ze Země) je 0,057±0,005 arcsec, což je po Slunci druhý největší pozorovaný průměr u hvězdy. Odhadovaný průměr R Doradus je 415 milionů km (2,77 AU), což odpovídá 298 průměrům Slunce. Pokud by byla hvězda umístěna uprostřed Sluneční soustavy, tak uvnitř hvězdy by byla většina pásu planetek a oběžná dráha Marsu.

## Křivka jasnosti

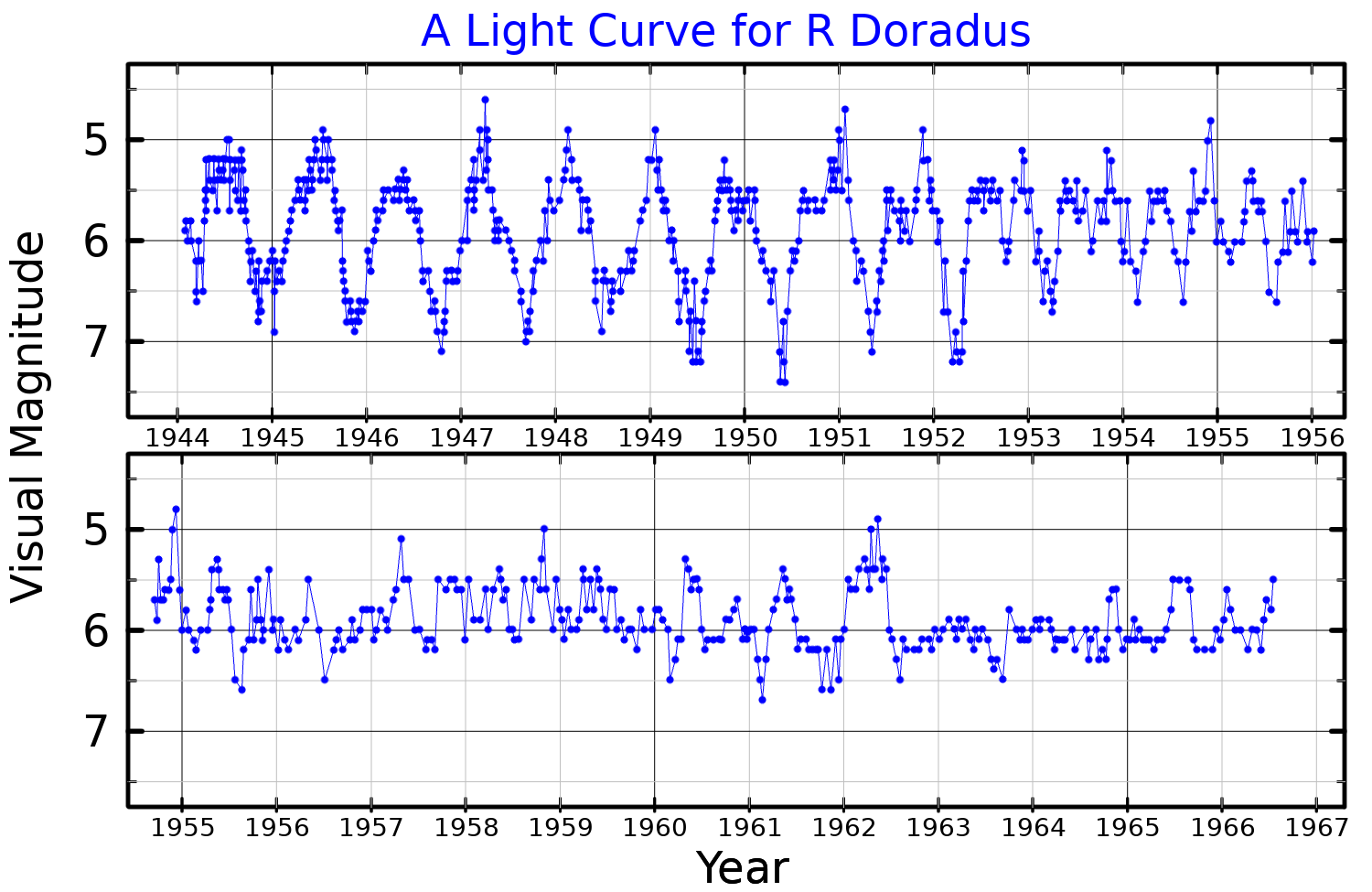
Světelná křivka pro R Doradus

Zdánlivá hvězdná velikost R Doradus se pohybuje mezi 4,78 a 6,32, což znamená, že je na hranici viditelnosti pouhým okem, ale v infračerveném záření se jedná o jednu z nejjasnějších hvězd na obloze. V infračerveném pásmu J má velikost -2,6 a jasnější je zde pouze hvězda Betelgeuze (-2,9).

Je klasifikována jako polopravidelná proměnná hvězda typu SRb, což označuje obry pozdních spektrálních tříd (M, C a S) se špatně vyjádřenou periodicitou, tj. s různou délkou jednotlivých cyklů (což vede k nemožnosti předpovědět epochy maxima a minima jasnosti), nebo s nahrazením periodických změn pomalými nepravidelnými variacemi, či dokonce stálostí jasnosti. Některé studie ukazují, že perioda se pohybuje mezi 175 a 332 dny a byla také identifikována perioda 117,3 dne. Hvězda tak byla přirovnána k proměnným typu miridy, neboť její změny jsou relativně pravidelné, ačkoli její amplituda pouhých 1,5 magnitudy je menší než u proměnných hvězd Mira.

## Fyzikální vlastnosti

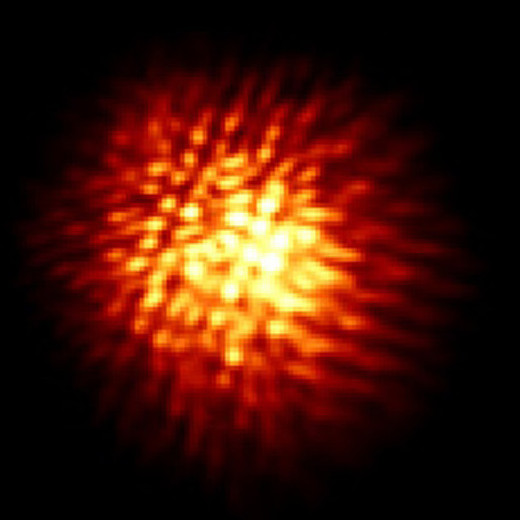
Infračervený interferometrický snímek hvězdy

Paralaxa hvězdy podle družice Hipparcos je 0,01831 ± 0,001 arcsec , což odpovídá vzdálenosti 55 ± 3 parseků od Země. Zářivý výkon hvězdy, odvozený z bolometrického světelného toku ve vzdálenosti 55 pc, je 4 350 ± 520 {\displaystyle L_{\odot }}. Naměřený úhlový průměr, opět za předpokladu vzdálenosti 55 pc, dává poloměr 298 ± 21 {\displaystyle R_{\odot }}.  Efektivní teplota odpovídající této zářivosti a poloměru je 2 710 ± 170  K.

Srovnání vlastností hvězdy s teoretickými evolučními předpoklady dává stáří hvězdy mezi 6 až 14 miliardami let a současnou hmotnost mezi 0,7 a 1,0 {\displaystyle M_{\odot }}. Její počáteční hmotnost by se pohybovala mezi 1 a 1,25 {\displaystyle M_{\odot }}. Hvězda se tak nachází na  asymptotické větvi obrů, neboť vyčerpala helium ze svého jádra.
 R Doradus má odhadovanou rovníkovou rychlost rotace 1 ± 0,1 km/s. Podle výpočtů tak trvá 57,5 roku, než se jednou otočí kolem své osy.
Při sérii pozorování v červenci a srpnu roku 2023 pořídil tým pod vedením Woutera Vlemmingse ze švédské Chalmersovy univerzity pomocí radioteleskopu ALMA záběry hvězdy R Doradus v takovém detailu, že bylo možné sledovat pohyb bublinek horkého plynu v její atmosféře, které vytvářejí podobnou granulární strukturu, jakou známe ze sluneční fotosféry. To se u žádné jiné hvězdy dosud pozorovat nepodařilo. Bubliny a granulární struktury vznikají díky přenosu žhavých plynů (plazmatu) z
jádra hvězdy směrem k povrchu, kde se ochladí a opět klesají. Takové bubliny, které jsou svědectvím konvektivní aktivity spojené s hlubokou jadernou fúzí, by měly mít životnost přibližně měsíc a velikost více než 75krát větší než Slunce. Celý cyklus vznikání a zanikání bublin je třikrát rychlejší, než vědci očekávali na základě toho, jak funguje konvekce na Slunci.